# Rio Xingu
Pour les articles homonymes, voir Xingu.

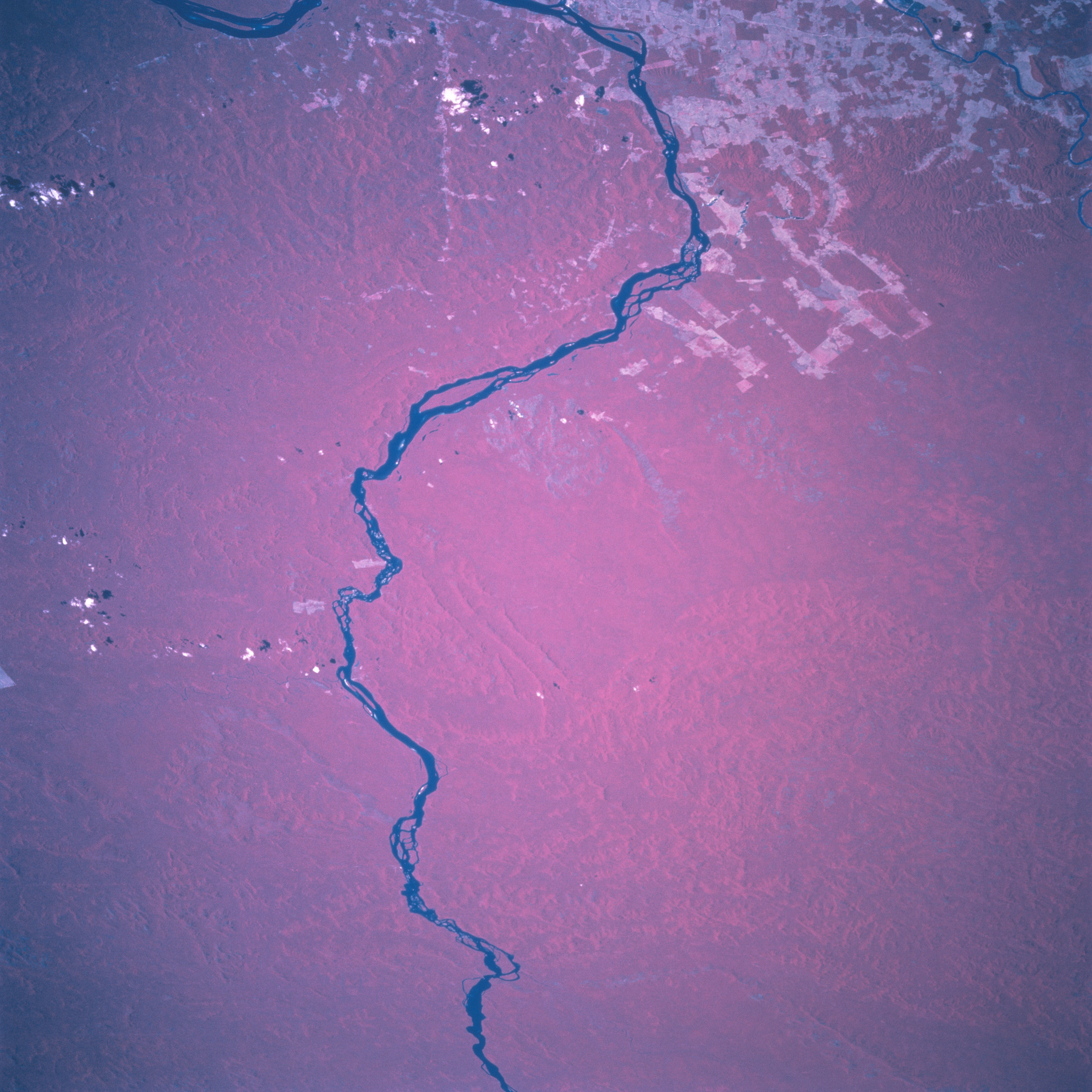
Le Rio Xingu, vu de l'espace

Le rio Xingu est une rivière du Brésil, affluent du cours inférieur de l'Amazone. Il mesure 2 260 km et traverse les États du Mato Grosso et du Pará. Son bassin versant couvre quelque 531 250 kilomètres carrés, soit presque l'équivalent de la surface de la France.

## Histoire et description physique
On estime que la densité de population dans le cours supérieur du rio Xingu avant l'arrivée des Européens est comprise entre 6 et 12,5 habitants au kilomètre carré.
Cette rivière était peu connue jusqu'à son exploration par Karl von den Steinen en 1884-1887. Parti de Cuiabá, il parcourut d'abord 380 km avant d'atteindre le rio Tamitataoba, 55 mètres de large, issu d'un lac de 40 km de diamètre. Ensuite, l'explorateur descendit cette rivière jusqu'au rio Romero qui, par l'ouest, reçoit le rio Kuliseu dont les eaux viennent de la Serra do Roncador. Ces trois rivières, en se réunissant, forment le Xingu, qui descend ensuite vers le nord, jusqu'à l'Amazone.
Après 120 kilomètres de navigation tranquille, le voyageur franchit une succession de rapides pendant plus de 640 kilomètres. À 170 kilomètres de son embouchure, la rivière fait une courbure à l'est puis trouve son chemin à travers une barrière rocheuse. Ensuite, elle descend sur un plan incliné pendant 5 kilomètres, la grande cataracte d'Itamaraca. Celle-ci aboutit alors à un saut final appelé la chute d'Itamaraca.
Près de son confluent, la rivière devient un immense lac dont les eaux finissent par se mélanger à celles de l'Amazone à travers un labyrinthe de canaux naturels.
Les rivières alimentant le Xingu au sud découlent du cerrado (la savane tropicale) mais, plus on monte vers le nord, plus le paysage devient forestier. La grande savane herbeuse laisse alors la place à la grande forêt amazonienne.
L'explorateur Percy Fawcett a arpenté la région, notamment à la recherche d'une cité perdue dite "cité perdue de Z". C'est dans cette région du Xingu qu'a été mis au jour un complexe archéologique qui confirmerait les dires de Francisco de Orellana sur des cités amazoniennes (Kuhikugu). Enfin c'est dans cette région qu'a été redécouverte la terra preta, une sorte de terreau.

## Affluents
- Le rio Iriri (rive gauche) est de loin son affluent principal, et lui apporte quelque 2 615 m3/s d'eau en moyenne.
- Le Culuene

## Les débits mensuels à Altamira
Le débit de la rivière a été observé pendant 25 ans (1971-1995) à Altamira, localité de l'État du Pará située à quelque 250 kilomètres de son confluent avec le fleuve Amazone.
À Altamira, le débit annuel moyen ou module observé sur cette période était de 8 670 m3/s pour un bassin versant de 446 570 km2.
La lame d'eau écoulée dans l'ensemble du bassin atteint ainsi le chiffre de 612 millimètres par an.
Le rio Xingu est sans conteste le plus irrégulier des grands affluents de l'Amazone. Le débit des mois de la période des basses eaux est près de 15 fois inférieur au débit mensuel moyen de la période de crue. Sur cette durée de 25 ans, le débit minimum observé a été de 808 m3/s, tandis que le débit maximal se montait à 32 298 m3/s.

## La population et ses problèmes
Les rives du Xingu sont habitées par 14 000 Amérindiens appartenant à 9 groupes distincts. En 1961, le Parc national de Xingu (ensuite "Parc Indigène du Xingu) a été fondé afin de protéger 14 tribus différentes vivant dans la région du Haut-Xingu. La population y était estimée en 1997 à 1 200 personnes réparties dans 30 villages et divisées en 17 nations. Parmi elles, on peut nommer les Kayapos (556), les Kalapalos (311), les Kamayurás (326) et les Kayabis (603).
Originellement, le parc devait être de 120 000 km2, mais les pressions venues des milieux agricoles l'ont fait réduire. Son secteur est administré par le FUNAI (Fondation Nationale de l'Indien), mais sous la surveillance du ministère brésilien de la Justice.
Le parc n'est pas resté intact longtemps. En effet, le gouvernement y a fait construire une route qui le coupe en deux et qui augmente ainsi les contacts extérieurs avec les autochtones. Cette route a facilité l'introduction de marchandises non traditionnelles et, pire encore, la diffusion de la maladie (dont la malaria).
Aujourd'hui, le parc, une oasis culturelle et biologique, est menacé par les ranchs qui l'entourent. L'écosystème est en danger. Les éleveurs déclenchent intentionnellement des incendies afin d'étendre leurs productions. Ils ont également commencé à polluer l'eau des rivières alimentant le Xingu.

## Faune et flore
Le pléco-zébre (Hypancistrus zebra) est une espèce de poisson endémique du Rio Xingu.

## Les barrages
Les régions au nord du Parc Indigène Xingu sont également menacées par les activités des entreprises aux priorités mercantiles. Durant les années 1980, la compagnie électrique Electronorte a voulu construire un complexe de six barrages sur le Xingu et son affluent, le rio Iriri. En 1989, une mobilisation internationale menée par les Indiens de la région a arrêté le projet.
Electronorte n'a pas dit son dernier mot. Elle construit aujourd'hui un nouveau barrage, appelé Belo Monte, situé le long de la grande courbure. Les communautés indigènes de la région, dont les Kayapos et l'emblématique Chef Raoni, voyant leur survie et celle de la région menacées, manifestent sans retour. Ce barrage provoquera aussi la déforestation d'une partie de la forêt amazonienne... Des études ont aussi repris concernant le barrage de Barbaquarra, qui inonderait à l'année plus de 3 860 km2 de forêt tropicale. Tous ces barrages affecteraient directement le Parc Indigène du Xingu et d'autres réserves de cette région d'Amazonie.